# With a Song in My Heart (Ike Quebec)
| Recensione | Giudizio |
| ---------- | -------- |
| AllMusic   |          |

With a Song in My Heart è un album postumo del sassofonista jazz statunitense Ike Quebec, pubblicato dalla Blue Note Records nel luglio del 1980.

## Tracce

### LP (1980, Blue Note Records, LT-1052)
Lato A
1. How Long Has This Been Going On – 5:58 (testo: Ira Gershwin – musica: George Gershwin) – Registrato il 13 febbraio 1962
2. With a Song in My Heart – 3:54 (testo: Lorenz Hart – musica: Richard Rodgers) – Registrato il 13 febbraio 1962
3. Imagination – 5:07 (testo: Johnny Burke – musica: Jimmy Van Heusen) – Registrato il 13 febbraio 1962
4. What Is There to Say – 4:26 (testo: Yip Harburg – musica: Vernon Duke) – Registrato il 13 febbraio 1962

Durata totale: 19:25
Lato B
1. There Is No Greater Love – 4:48 (testo: Marty Symes – musica: Isham Jones) – Registrato il 13 febbraio 1962
2. All of Me – 2:55 (Seymour Simons, Gerald Marks) – Registrato il 5 febbraio 1962
3. Intermezzo – 3:42 (musica: Heinz Provost) – Registrato il 5 febbraio 1962
4. But Not for Me – 3:42 (testo: Ira Gershwin – musica: George Gershwin) – Registrato il 5 febbraio 1962
5. All the Way – 3:52 (testo: Sammy Cahn – musica: Jimmy Van Heusen) – Registrato il 5 febbraio 1962

Durata totale: 18:59

## Formazione
- Ike Quebec – sassofono tenore
- Earl Van Dyke – organo
- Willie Jones – chitarra
- Sam Jones – contrabbasso (brani: A1, A2, A3, A4 e B1)
- Wilbert Hogan – batteria

### Produzione
- Alfred Lion – produzione (sessione originale)
- Michael Cuscuna – produzione riedizione
- Registrazioni effettuate il 5 e 13 febbraio 1962 al Van Gelder Studio di Englewood Cliffs, New Jersey (Stati Uniti)
- Rudy Van Gelder – ingegnere delle registrazioni
- Tony Sestanovich – ingegnere remixaggio
- Bill Burks – grafica e design copertina album originale
- Mark Lipson – foto copertina album originale
- Bob Porter – note retrocopertina album originale[4]